# Team Telecom Armenia
«Team Telecom Armenia»  — армянская телекоммуникационная компания, предоставляющая услуги интернет, цифрового телевидения, мобильной и фиксированной связи. Основана Айком и Александром Есаянами.
3 мая 2022 года Telecom Armenia заявила об окончании ребрендинга компании стартовавшего с момента покупки 100% акций "VEON Armenia" (торговая марка Beeline). Одновременно состоялось открытие модернизированного головного сервис-центра на Северном проспекте Еревана.
До поглощения, компания принадлежала нидерландской «VEON», с 2006 по 2020 год действовала под брендом Beeline Armenia. 

## История
Решением Министерства связи Армении совместно с американской компанией Trans-World Telecom в марте 1995 года основана Армянская телекоммуникационная компания («Арментел»). Контрольный пакет акций принадлежал правительству Армении. В 1998 году структура собственности «Арментела» изменилась: 90% акций были приобретены греческой OTE за $142,47 млн, государство сохранило остальные 10 % акций. С 3 ноября 2006 года является дочерним предприятием российской корпорации ВымпелКом (действует под брендом Beeline).
Сразу после того, как второй по величине сотовый оператор России Вымпелком приобрёл «Арментел», компания сначала отказалась от монополии на услугу международного выхода в Интернет, а также международных разговоров, а затем добровольно отказалась и от монополии на услуги видеотрансляции.
Приобретя компанию, руководство Вымпелком объявило, что будет строить свою рыночную политику в Армении, внедряя инновационные технологии и модернизируя как фиксированную, так и мобильную сети.
ЗАО «VEON Armenia» начиная с 2006 года предоставляет услуги связи в Армении под торговой маркой Beeline.
С 2007 года компания последовательно развивает услуги широкополосного доступа в Интернет, а в марте 2012 года компания запустила в коммерческую эксплуатацию услугу Интернет доступа по технологии FTTB, доступ к которой первыми получили жители города Гюмри.
В 2008 году Beeline стал первым сотовым оператором в Армении, который запустил в коммерческую эксплуатацию сеть третьего поколения. Сеть 3G Beeline охватила более 350 населенных пунктов Армении с населением более 2,9 миллиона человек. В 2016 году Beeline предоставил жителям Армении доступ к мобильной сети четвертого поколения 4G.